# Coup de foudre à Rhode Island
Pour plus de détails, voir Fiche technique et Distribution.
Coup de foudre à Rhode Island ou Dan face à la vie au Québec (Dan in Real Life) est une comédie romantique américaine de Peter Hedges, sortie en 2007.

## Synopsis
Dan Burns vit dans la banlieue de New Jersey. La quarantaine, il est chroniqueur de bonne morale dans la presse qui connaît un succès local. De plus, sa chronique est en lice pour être diffusé dans un quotidien national. Il est également le père de trois filles : Jane, l'aînée qui veut conduire la voiture, Cara, qui est amoureuse d'un garçon et à qui Dan empêche de vivre son amour, et Lily, la petite dernière. Mais il est veuf depuis quatre ans et est persuadé de ne plus jamais retrouver l'amour. Avec ses filles, Dan part à Rhode Island rendre visite à ses parents, où il retrouve également d'autres membres de sa famille, dont son frère Mitch.
Un jour, Dan se rend à une librairie quand il rencontre Marie, dont il tombe amoureux, mais ce dernier n'est pas au bout de ses surprises : en effet, il retrouve Marie dans la maison familiale, car la jeune femme est la nouvelle petite amie de Mitch…

## Fiche technique
- Titre : Coup de foudre à Rhode Island
- Titre original : Dan in Real Life
- Réalisation : Peter Hedges
- Scénario : Pierce Gardner et Peter Hedges
- Montage : Sarah Flack
- Photographie : Lawrence Sher
- Musique : Sondre Lerche
- Décors : Sarah Knowles
- Direction artistique : Mark Garner
- Costumes : Alix Friedberg
- Production : Brad Epstein et Jon Shestack
  - Coproduction : Dianne Dreyer
  - Production exécutive : Darlene Caamaño Loquet, Noah Rosen et Mari Jo Winkler-Ioffreda
- Sociétés de production : Touchstone Pictures, Focus Features et Dan In Real Life Productions
- Sociétés de distribution : Walt Disney Studios Motion Pictures (États-Unis), Focus Features (non États-Unis) et EuropaCorp Distribution (France)
- Formats : couleurs - son SDDS : DTS, Dolby Digital - 1,85:1 - 35 mm
- Langue : anglais
- Budget : 25 millions de dollars
- Box-office États-Unis : 47 642 963 dollars
- Box-office Mondial : 65 669 001 dollars[1]
- Box-office France : 287 224 entrées[2]
- Pays :  États-Unis
- Durée : 98 minutes
- Genre : Comédie dramatique, romance
- Dates de sortie en salles : États-Unis : 26 octobre 2007,  Royaume-Uni : 11 janvier 2008,  Belgique : 11 juin 2008,  France : 17 septembre 2008
- Dates de sortie en vidéo :  États-Unis : 11 mars 2008,  France : 18 mars 2009

## Distribution
- Steve Carell (VF : Serge Faliu ; VQ : François Godin) : Dan Burns
- Juliette Binoche (VF : elle-même ; VQ : Nathalie Coupal) : Marie Diamond
- Dane Cook (VF : Jonathan Cohen ; VQ : Frédéric Paquet) : Mitch Burns
- Dianne Wiest (VF : Mireille Delcroix ; VQ : Madeleine Arsenault) : Nana Burns
- John Mahoney (VF : Rémi Darcy ; VQ : Vincent Davy) : Poppy Burns
- Emily Blunt (VF : Nathalie Spitzer ; VQ : Marika Lhoumeau) : Docteur Ruthie Draper
- Alison Pill (VF : Barbara Probst ; VQ : Stéfanie Dolan) : Jane Burns
- Britt Robertson (VF : Pauline Detraz ; VQ : Sarah-Jeanne Labrosse) : Cara Burns
- Marlene Lawston (VF : Alice de Vitis ; VQ : Ludivine Reding) : Lily Burns
- Norbert Leo Butz (VF : Emmanuel Quatra ; VQ : François L'Écuyer) : Clay Burns
- Amy Ryan (VF : Carole Franck) : Eileen Burns
- Jessica Hecht (VF : Odile Cohen) : Amy Burns
- Frank Wood : Howard
- Henry Miller : Will
- Ella Miller : Rachel
- Cameron C. J. Adams : Elliott
- Jessica Lussier : Jessica Burns
- Seth D'Antuono : Gus
- Amy Landecker : Cindy Lamson
- Mathew Morrisson : policier

## Réception

### Accueil critique
Aux États-Unis, Coup de foudre à Rhode Island a reçu des critiques positives. Au 1er mai 2008, sur le site Rotten Tomatoes, le film a obtenu 65 % de critiques positives sur 154 commentaires, et a reçu une notation « frais ».  Sur Metacritic, le film obtient le score de 65⁄100, sur la base de 34 commentaires, ce qui indique généralement une critique favorable. 
Le critique Richard Schickel, du Time l'a nommé  dans la liste des 10 meilleurs films de l'année 2007, le classant au numéro 10, qu'elle qualifie de «doux» et saluant la performance de Steve Carell. 
En France, les réactions de la critique envers le long-métrage sont bien différentes que celles des États-Unis.. Si des magazines comme Elle, Le Monde l'apprécient, le notant trois étoiles, notamment en qualifiant de « rayonnante » Juliette Binoche (Elle). Tandis que d'autres comme Le Journal du dimanche, Cahiers du cinéma, même s'ils saluent le jeu de Steve Carell ou l'interprétation du comédien et de Juliette Binoche, ils reprochent (pour certains) le happy end. Les Inrockuptibles, Libération et Télé 7 jours l'éreintent, reprochant « la médiocrité de certaines scènes » (Télé 7 Jours).

### Box-office
Lors de sa sortie en salles aux États-Unis et au Canada, en octobre 2007, le film engrange 11 800 000 dollars dans 1921 salles dès le week-end, se classant deuxième du box-office nord américain. En tout, Coup de foudre à Rhode Island a rapporté 47 642 963 dollars sur le territoire américain durant son exploitation au cinéma. En France, Coup de foudre à Rhode Island ne rencontre pas le succès attendu. Même si dès sa première semaine d'exploitation, il atteint la seconde place du meilleur démarrage en enregistrant 932 entrées et obtenant sur le territoire français 134 661 entrées durant cette même première semaine, il enregistrera 287 224 entrées à la fin de son exploitation en France.

## Autour du film
- Coup de foudre à Rhode Island, tourné d'octobre à décembre 2006, est le second long-métrage du réalisateur Peter Hedges, après Pieces of April. Il retrouve sur ce tournage Alison Pill, qui incarne la fille aînée de Steve Carell, qui a joué dans la première réalisation d'Hedges.
- La sortie en salles de Coup de foudre à Rhode Island en France s'est faite une semaine après celle de Max la Menace, dans lequel joue Steve Carell.
- Amy Ryan et Steve Carell se retrouveront en 2008 pour la série The Office.
- Avec ce film, Juliette Binoche poursuit sa carrière internationale débutée en 1996 avec Le Patient anglais, pour lequel elle a obtenu l'Oscar de la meilleure actrice dans un second rôle.